# Francesco Fabi Altini
Francesco Fabi Altini (* 15. September 1830 in Fabriano; † 27. Februar 1906 in San Mariano) war ein italienischer Bildhauer des Neoklassizismus.

## Leben und Werk

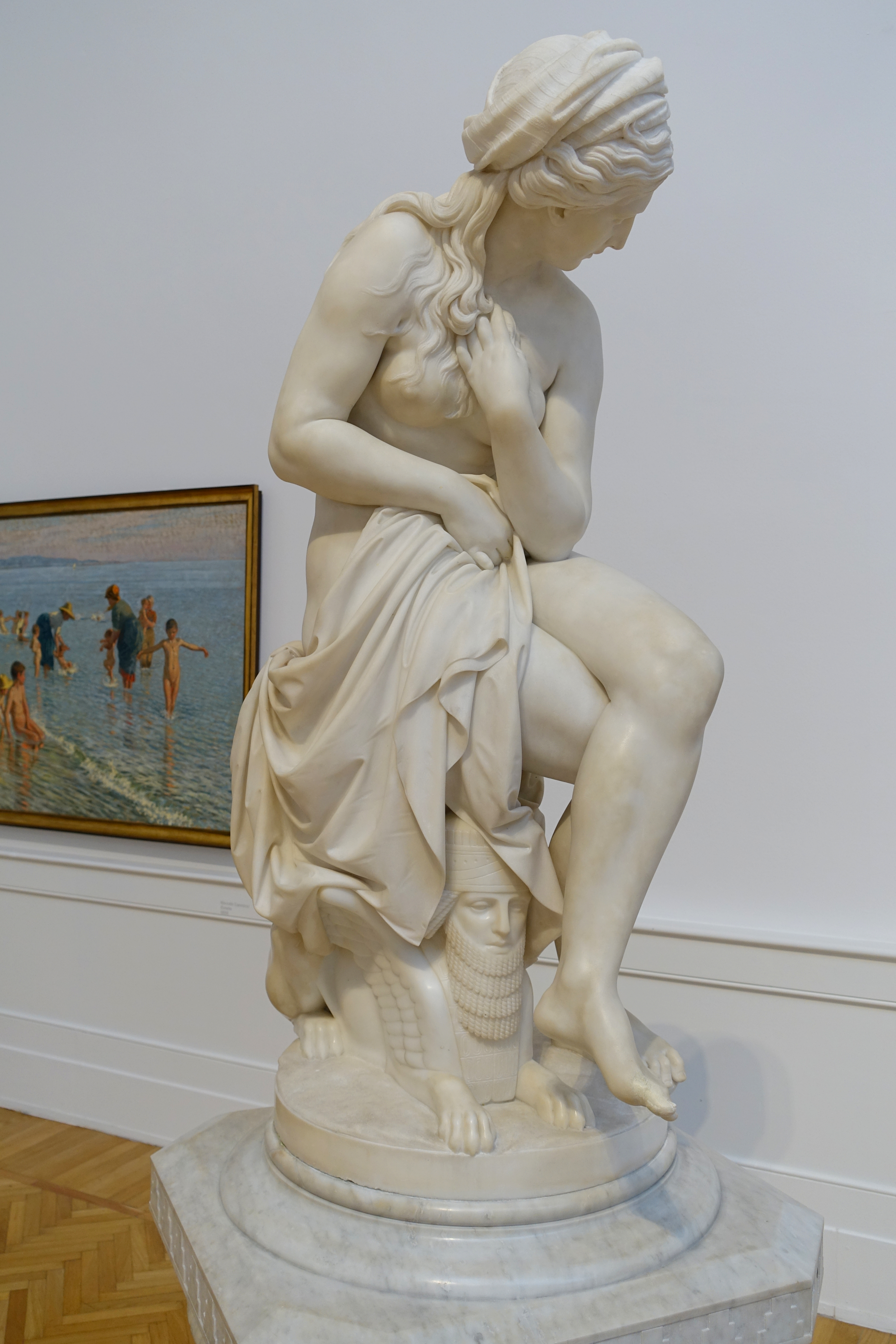
Susanna, 1871, Rom, Galleria Nazionale d’Arte Moderna

Francesco Fabi Altini wuchs unter prekären Verhältnissen auf. Sein Vater, Francesco Fabi, war einige Monate vor seiner Geburt gestorben, so dass seine Mutter, Maria Nicolina Altini, allein für ihn und seinen älteren Bruder Giuseppe aufkommen musste.
1834 zog die Familie nach Rom. In Rom nahm sich Kardinal Ambrogio Bianchi seiner an, der ihn im Alter von sieben Jahren in das Hospiz San Michele a Ripa Grande schickte. Dort wurde man auf seine künstlerische Begabung aufmerksam, so dass er in Zeichnen und von Adamo Tadolini in Bildhauerei unterrichtet wurde. Mit 14 Jahren konnte er sich für die Aufnahme in der Schule für Aktkunst an der Accademia di San Luca qualifizieren. Zugleich besuchte er Kurse in Plastik und die Mittelschule, die er erfolgreich beendete. Wegen seiner Teilnahme an der Verteidigung der Römischen Republik 1849 wurde er aus dem Hospiz ausgeschlossen. Seinen Bruder, der das Priesterseminar besuchte, gelang es, dass er dort wieder Aufnahme fand. In der Folge ging Fabi Altini bei Pietro Tenerani in die Lehre, der ihn sehr schätzte.
Durch das Studium der Natur beabsichtigte er, den Klassizismus durch Werke im einfachen und strengen Stil wiederzubeleben. Eines seiner frühsten Werke Amor und Merkur im Kampfe aus dem Jahr 1850 wurde von Kaiserin Elisabeth von Österreich-Ungarn erworben. 
In den folgenden Jahren schuf er eine lebensgroße Statue des heiligen Romualdo sowie ein Grabdenkmal für Kardinal Bianchi in der Salviatikapelle in der San Gregorio Magno in Rom.
Im Jahr 1861 stellte er seine später nach Ungarn verkaufte Statue Beatrice in Florenz aus. Von 1862 bis 1864 schuf er überwiegend Grabmäler und -stelen.
Während seiner Schaffenszeit zählte Fabi Altini zu den berühmtesten Künstlern. Er erhielt viele Ehrungen, war Präsident der römischen Accademia di San Luca sowie Mitglied vieler weiterer Akademien und war oft auf Ausstellungen im Ausland vertreten.
In seinen letzten Jahren zog sich Fabi Altini immer mehr zurück, da seine Kunstrichtung nicht mehr als zeitgemäß galt. Bereits von einer Krankheit gezeichnet verließ er 1903 Rom und zog nach San Mariano bei Perugia. Dort verstarb er drei Jahre später.   
Zu seinen bekanntesten Schülern zählt der Maler und Bildhauer Paolo Bartolini.
Francesco Fabi Altini war mit Carolina Voigt, der Tochter von Carl Friedrich Voigt, verheiratet. Das Paar hatte drei Kinder.

## Werke (Auswahl)
- Amor und Merkur im Kampfe
- Statue Romualdo, 1852
- Statue Beatrice, 1861
- Grabmonument Conte Golinelli auf dem Campo Santo zu Ferrara, 1862
- Statue Allegorie des Monats Mai, 1863
- Grabstele Prof. Ambrogioni in den Scuole Pie in Frascati, 1863
- Grabstele Conte Frescobaldi in Florenz, 1863
- Dante und Beatrice, 1863
- Grabmäler Mazzarigi in Fabriano und Rinalducci in Fano, 1864
- Statue Galatea, 1866
- Statue David, 1868
- Madonna, 1869
- Grabmal Catel in Rom, 1869
- Grabstele Serra in Alghero, 1871
- Statue Susanna, 1871
- Kolossalstatuen Meditazione und Preghiera auf dem römischen Friedhof Campo Verano, 1871
- Grabmal Mancini in Rom, 1872
- Grabmonument Triumph der Wohltätigkeit in Rom, 1879
- Statue Apostel Simon an der Fassade von San Paolo fuori , 1884